# Nelson José Lombardi
Nelson José Lombardi foi um político brasileiro do estado de Minas Gerais. Foi deputado estadual em Minas Gerais, durante o período de 1967 a 1975 (6ª e 7ª legislaturas), pelo MDB.

Nelson Lombardi foi prefeito municipal de São João del-Rei no período de 1963 a 1966.